# MAD Movie
MAD Movie (яп. MADムービー маддо му:би:, обычно просто MAD или M@D) — распространённое в Японии и Восточной Азии общее название для производных любительских художественных произведений, основанных на переработке и смешивании элементов массовой культуры, созданных профессионально на коммерческой основе. В качестве исходных материалов могут выступать телевизионные сериалы (особенно аниме), фильмы, комиксы, рисунки, компьютерные игры, музыка и т. д.
В западном мире под MAD’ами обычно подразумевают музыкальные видеоклипы, сделанные средствами motion graphics из статичных картинок, как правило, взятых из визуальных новелл и других подобных игр. 